# Diocèse d'Iringa
Le diocèse d'Iringa (Dioecesis Iringaënsis) est un siège de l'Église catholique en Tanzanie suffragant de l'archidiocèse de Mbeya (en). En 2013, il comptait 650.461 baptisés sur 2.524.245 habitants. Son évêque est Romanus Elamu Mihali depuis le 28 janvier 2025.

## Territoire
Le diocèse comprend une partie de la région d'Iringa en Tanzanie.
Le siège épiscopal est la ville d'Iringa, à la cathédrale du Sacré-Cœur.
Le territoire est subdivisé en 37 paroisses.

## Histoire
La préfecture apostolique d'Iringa est érigée le 3 mars 1922 avec le bref Quae rei sacrae de Pie XI, recevant son territoire du vicariat apostolique de Dar-es-Salam (aujourd'hui archidiocèse). Elle est confiée aux missionnaires italiens de la Consolata.
Le 28 janvier 1935, elle cède une portion de territoire à l'avantage de la préfecture apostolique de Dodoma (aujourd'hui diocèse).
Le 8 janvier 1948, la préfecture apostolique est élevée en vicariat apostolique par la bulle Digna sane de Pie XII.
Le 25 mars 1953, le vicariat apostolique est élevé en diocèse par la bulle Quemadmodum ad Nos de Pie XII. Il est d'abord suffragant de l'archidiocèse de Dar-es-Salam.
Le 16 février 1968, il cède une portion de territoire pour le nouveau diocèse de Njombe.
Le 18 novembre 1987, il fait partie de la province ecclésiastique de l'archidiocèse de Songea.
Il est transféré à la province ecclésiastique de Mbeya (en) à la création de celle-ci, le 21 décembre 2018.

## Ordinaires
- Francesco Cagliero, I.M.C. † (10 mai 1922 - 1935, décédé)
- Attilio Beltramino, I.M.C. † (18 février 1936 - 3 octobre 1965, décédé)
- Mario Epifanio Abdallah Mgulunde † (23 octobre 1969 - 9 mars 1985, nommé archevêque de Tabora), premier évêque originaire du pays
- Norbert Wendelin Mtega (28 octobre 1985 - 6 juillet 1992, nommé archevêque de Songea)
- Tarcisius Ngalalekumtwa (21 novembre 1992 - 28 janvier 2025)
- Romanus Elamu Mihali, depuis le 28 janvier 2025

## Statistiques
Le diocèse à la fin de l'année 2013 sur une population de 2.524.245 personnes comptait 650.461 baptisés, correspondant à 25,8% du total. Il y avait 102 prêtres, dont 69 diocésains et 33 réguliers, soit un prêtre pour 6.377 fidèles, 1 diacre permanent, 262 religieux et 636 religieuses pour 37 paroisses.
En 2016, le diocèse donnait les statistiques suivantes : 48 prêtres diocésains d'Iringa, 3 prêtres diocésains de Bologne (Italie), 3 prêtres diocésains de Croatie, 2 prêtres diocésains d'Agrigente en Sicile (Italie), 1 prêtre diocésain de Nicosia en Sicile,  2 prêtres diocésains de Catane en Sicile, 1 prêtre diocésain de Palerme en Sicile, 33 pères missionnaires de la Consolata, 3 frères de la Consolata, 366 sœurs de Sainte-Thérèse-de-l'Enfant-Jésus (congrégation indigène), 86 frères du Cœur Immaculé de Marie (diocésains) SCIM, 62 religieuses camaldules OSB, 17 sœurs minimes de l'Addolorata, 12 sœurs enseignantes de la Sainte-Famille, 3 religieuses de la Visitation, 10 pères salésiens de Don Bosco et 2 frères de Don Bosco, 5 sœurs de Sainte-Anne, 5 frères montfortains de Saint-Gabriel, 4 missionnaires laïques de l'A.L.M., 3 missionnaires de l'association laïque Jean-XXIII, 2 frères du Tiers Ordre de la Visitation, 2 sœurs du Tiers Ordre de la Visitation, 5 sœurs de Saint-Charles-Borromée, 3 religieuses de la congrégation de l'Adoration du Saint-Sacrement, 1 prêtre OFM Rin., 1 diacre permanent OFM Rin., 1 frère OFM Rin., 874 catéchistes.